# Physochlaina infundibularis
Physochlaina infundibularis är en potatisväxtart som beskrevs av Ko Zen Kuang. Physochlaina infundibularis ingår i släktet vårbolmörter, och familjen potatisväxter. Inga underarter finns listade i Catalogue of Life.